# 熊野神社 (各務原市大野町)
熊野神社（くまのじんじゃ）は、岐阜県各務原市大野町に鎮座する神社（熊野神社）。

## 概要
各務原市大野町の産土神である。
慶長7年（1602年）創建。創建時は現在地の西南約500mの場所に鎮座していたが、木曽川の洪水から逃れるため寛文7年（1667年）に現在地に移転したという。

## 祭神
- 家津美子大神
- 速玉之男大神
- 熊野牟須美大神

## 境内末社
- 秋葉神社[1][2][3]
- 稲荷神社[1][2][3]

## 主な祭礼[3][5]
- 1月 - 祈年祭
- 2月 - 初午祭
- 6月 - 元祭
- 7月 - 除蝗祭
- 9月 - 秋葉神祭
- 11月 - 新嘗祭